# Galati Superiore
Galati Superiore (anche Galati Santa Lucia) è una frazione collinare della Circoscrizione I del comune di Messina, posta circa 13 km a sud del centro cittadino, all'interno di una vallata chiusa da colline, coltivate ad agrumeti, oliveti e vigneti. Confina a nord con Mili San Marco, ad est con Galati Inferiore (o Galati Sant'Anna), a sud con Santa Margherita (con la quale è collegata da un antico sentiero passante contrada Landolina) e ad ovest con le colline prospicienti Mili San Pietro.

## Toponimo
Il nome Galati deriva dal greco antico γάλα gàla, cioè latte, in quanto anticamente il territorio del paese era zona di pascolo e i suoi abitanti praticavano la pastoria e l'allevamento del bestiame. Col tempo si aggiunse l'appellativo di Santa Lucia, in quanto c'era in loco una piccola chiesetta dedicata alla santa siracusana.

## Storia
Le origini del villaggio risalgono all'incirca all'anno 1550 circa, allorché i terreni agricoli appartenenti al demanio (catapano) vennero dati in gabella e disboscate le colline che fino a quel tempo erano "bosco imperiale", vennero impiantati degli oliveti, dei quali ancor oggi rimangono molte rigogliose piante secolari. L'altra risorsa economica era data dalla pastorizia e dell'allevamento del bestiame, che fino agli anni '60 del XX secolo, hanno rappresentato l'unica fonte di reddito del villaggio.
 Il terremoto del 1908 distrusse la chiesa di Santa Lucia, che venne ricostruita in legno. Dopo pochi anni, nel 1917, un'alluvione causò danni gravissimi al villaggio, facendo sparire anche la chiesetta che non fu mai più ricostruita.

## Viabilità e trasporti pubblici
Il villaggio è raggiungibile percorrendo la stretta Strada Provinciale n° 37 che partendo da bivio di Galati Marina, sulla Strada statale 114 Orientale Sicula, attraversa l'abitato di Galati Sant'Anna e giunge in paese. Il tutto per un totale di km. 1,5. La viabilità minore è rappresentata da due viuzze: via Landolina e via Castelluccio.

## Luoghi di culto
La chiesa di Santa Lucia, distrutta nel 1917 da un'alluvione, non fu mai più ricostruita. Il 13 dicembre, giorno di Santa Lucia, da oltre un decennio sono stati ripristinati i festeggiamenti in onore della santa, con una cerimonia religiosa seguita dalla processione del quadro.

### Monumenti e arte
Le uniche costruzioni del passato sono: la casa dei Marino (XIX secolo), già proprietari di vasti appezzamenti di terreno e la torre di un pozzo artesiano (metà XIX secolo).
Con la distruzione della chiesa nel 1917, andò perduto un quadro raffigurante Santa Lucia, di autore ignoto, risalente al XVII secolo.
 Il "castelluccio" spagnolo, del quale rimangono poche tracce, pare che fosse stato costruito col preciso compito di controllare il passaggio sul "Camino Real". Questa era una mulattiera che collegava i vari villaggi dall'interno, scavalcando le colline, ed era usata al posto della vecchia strada consolare romana, che passando adiacente alla costa era considerata insicura.
Il "Camino Real" (la strada è ancora oggi chiamata "Reale"), fungeva da strada militare in caso di invasioni dal mare.

### Attività umane
Negli ultimi anni, alcune attività artigianali (frantoio, impiantistica di gas metano e panificio) fanno parte della microeconomia del villaggio.
Un campo di calcetto è l'unico impianto sportivo del villaggio.